# De inventione
Il De inventione è un trattato di retorica, scritto da Marco Tullio Cicerone.
Opera di incerta datazione, composta forse negli anni intorno all'85 a.C., il De inventione si interrompe nel corso del secondo libro. Il titolo deriva dalla parte che Cicerone espone in modo compiuto, dopo aver chiarito la suddivisione dell’ars rhetorica (inventio, dispositio, elocutio, memoria e actio): l'inventio definisce l'individuazione di tutto ciò che serve all'oratore per sviluppare le sue argomentazioni. Notevoli sono le consonanze con la Rhetorica ad Herennium, di autore sconosciuto, che del De inventione, probabilmente, costituisce la fonte principale.

## Dalla scuola di Plozio Gallo alla genesi delDe inventione
Nel 92 a.C. Crasso emana il decreto con cui sancisce la chiusura della pubblica scuola di retorica latina aperta da Plozio Gallo. Alla radice del provvedimento vi era innanzitutto l'intento di non permettere alcuna innovazione rispetto al modello educativo tradizionalmente valido per i ceti elevati, il quale, dopo che il ragazzo aveva seguito privatamente un insegnamento di base, prevedeva l'immediata immersione nella vita pubblica e l'apprendimento dell'eloquenza attraverso la pratica del tirocinio forense. La pratica del tirocinium costituiva così un mezzo per conservare il controllo sulla formazione degli oratori e degli uomini politici che, in questo modo, veniva incanalata negli stretti argini dei legami di clientela (l'aristocrazia non desiderava una diffusione incontrollata della potentissima arma di persuasione e di manipolazione della coscienze costituita dall'arte della parola).
Appare assai verosimile che la scuola di Plozio Gallo potesse esercitare particolare attrattiva sui giovani membri del ceto equestre che a causa della loro origine sociale e inclinazione politica, restavano tagliati fuori dal tirocinio aristocratico. Essi, infatti, erano interessati ad istituire, tramite l'attività processuale, un controllo politico sull'operato dei senatori.
Nemmeno si dovrà pensare che la scuola di Plozio Gallo intendesse offrire una qualche opportunità di avanzamento sociale ai meno abbienti; essa richiedeva il pagamento di una retta tutt'altro che bassa. Il punto fondamentale è comunque che la scuola di Gallo si rivolgeva non a un'élite selezionata in base a criteri clientelari, ma a chiunque potesse accollarsene il costo. Tutto ciò contribuisce a rendere ragione dell'accusa più diffusa nei confronti della scuola dei retori latini: quella di sposare la facilità oratoria con una eloquenza vuota e agitatoria. Nel De oratore Cicerone farà spiegare dallo stesso Crasso la motivazione del suo decreto censorio: in quella scuola, dice Crasso, si insegnavano solo l’impudentia e l’audacia, termini che nel lessico politico del tempo sono spesso impiegati per caratterizzare l'aggressività dell’eloquentia, indirizzata ad infiammare le folle e a gettare discredito sui governanti.
Crasso morì nel 91 a.C.; Cicerone assunse la toga virile e il padre lo accompagnò presso Q. Mucio Scevola l'Augure ponendolo sotto la sua tutela perché fosse al suo fianco in senato e nel foro. Nel 90 scoppiò la guerra sociale e Cicerone fu costretto ad interrompere il tirocinio per prestare il servizio militare. Tornò a frequentare il foro nell'88; tra i principali oratori che poté ascoltare vi furono Publio Sulpicio Rufo e Aurelio Cotta. Lo scatenarsi di una guerra civile del popolare Mario prima, e dei mariani poi, contro il conservatore Silla e i suoi seguaci, non portarono molta fortuna ai suddetti giovani oratori: al mariano Sulpicio fu tagliata la testa; il conservatore Cotta dovette andare in esilio già nell'anno 90. In ogni caso il giovane Cicerone si tenne in disparte dalla vita politica. Scelta non sbagliata: comparire sulla scena come avvocato era una prospettiva ben poco attraente in quegli anni, vista la disastrosa situazione della giustizia. Cicerone tentò quindi qualcosa di diverso. Fino ad allora solo Catone il Vecchio e l'oratore Antonio avevano fatto i primi modesti tentativi di abbozzare una retorica, vale a dire una teoria dell'oratoria, in lingua latina. Cicerone fu il primo romano a rappresentare l'intera retorica greca in un'opera di ampio respiro: il De inventione.

## IlDe inventione

### Ipotesi di datazione
Sulla data della composizione persistono innumerevoli dubbi. Nel De oratore Cicerone sostiene di aver composto l'opera quando era puer aut adulescentulus  Sono stati fatti diversi tentativi per determinare più esattamente la data della composizione ma nessuno di essi ha incontrato totale approvazione. Si può dire che l'opera non contenga alcun riferimento a eventi precedenti il 91 a.C. In quell'anno Cicerone era appena quindicenne e, se si ipotizza che il de inv. sia stato pubblicato nell'87 a.C., si avallerebbe la descrizione presente nell'opera di lui ancora puer aut adulescentulus.
Il Philipson, considerando certi riferimenti assai vaghi nel de inv. alle dottrine attribuite a Posidonio Stoico, che Cicerone avrebbe conosciuto durante il suo viaggio in Grecia, pensa che i due libri possano essere stati rifusi dopo il ritorno da quel viaggio, circa il 77 a.C. Ma egli non insiste sulla sua ipotesi in quanto è difficile ammettere che Cicerone potesse dirsi puer aut adulesentulis a 28 anni.
Il Marx, invece, non trovando nel de inv. allusioni alla guerra Marsica e alla civile di Mario e Silla, suppone che l'autore mettesse insieme a 15 anni, o giù di lì, i suoi appunti scolastici, salvo aggiungervi poi i proemi eloquenti e dotti e quelle parti che assolutamente non possono essere opera di un fanciullo.
Il Bader poneva la composizione del de inv. tra l'85 e l'83 e lo seguivano in massima il Krohnert e il Weidner.
Per un progetto dei Rhetorici Libri
Cicerone aveva programmato una trattazione esaustiva della materia retorica. L'opera, che sarebbe andata sotto il nome di Rhetorici Libri, avrebbe dovuto essere composta dalle cinque parti della retorica: inventio,dispositio, elocutio, memoria e pronuntiatio. Avrebbe compreso per tempo che non valeva la pena continuare un lavoro così impegnativo. E nessuno ormai crede che i libri che avrebbero completato l'opera siano andati perduti, non
ritenendo di poter dar credito alla promessa che egli aveva formulato alla fine del secondo libro:
[II, 178]
Quare, quoniam et una pars ad exitum hoc ac superiore libro perducta est et hic liber non parum continet litterarum, quae restant, in reliquis dicemus”
(“Pertanto, poiché in questo libro e nel precedente è stata sviluppata una sola parte della materia, e poiché questo secondo libro è venuto fuori piuttosto ampio, tratteremo ciò che resta da dire nei libri seguenti”)
Già nel corso della trattazione aveva avvertito il peso del compito assuntosi:
[II, 45]
“non facile autem, quod et infinitum est tot de rebus utramque in partem singillatim de una quaque explicare et alias aliter haec in utramque partem causae solent convenire”
(“Non è facile perché non si finirebbe mai, sui tanti casi che capitano, di dare, in particolare, regole distinte alle due parti su ogni punto, e perché, d'altronde, questi argomenti, utilizzati differentemente secondo le circostanze, si adattano a tutte e due le parti della causa”)
Cicerone si era dedicato con grande passione alla trattazione dell’inventio che rappresenta la parte più complessa dell’ars oratoria, ma, secondo la maggior parte degli studiosi, resosi conto delle difficoltà del progetto, decise di indirizzare i suoi interessi verso nuovi studi.

### Contenuto dell'opera
I due proemi
Nel proemio al primo libro Cicerone, in un discorso sul difficile rapporto fra sapientia ed eloquentia, sottolinea la necessità di armonizzare questi due valori, constatando che la sapientia, senza l’eloquentia, poco giovò agli Stati, mentre l’eloquentia, senza la sapientia, spesso ha prodotto danni (I, 1).
Questa dichiarazione pone in evidenza l'accordo inseparabile tra retorica e filosofia, secondo un'antica esigenza isocratea che cercava nella retorica una filosofia del linguaggio ed una filosofia di saggezza. Ma la dottrina ciceroniana si fonda, anche e soprattutto, su Aristotele che si accosta alla retorica con le modalità dello scienziato e con l'atteggiamento critico del filosofo.
Cicerone apre il suo discorso spiegando la causa del passaggio dallo stato primordiale e ferino degli uomini a quello di società
civile, attribuendolo all'apparire di un magnus vir et sapiens che, avendo compreso le qualità dello spirito umano, riesce
a fargli esprimere le sue capacità. Fu l'eloquenza, non disgiunta dalla
sapienza, la causa della vita associata e civile degli uomini. Ora, chi ha dotato gli uomini di questo istinto, ha posto nel loro spirito quaedam quasi semina (Rep. I, 41), cioè il germe della virtù: questa virtù è la giustizia. Cicerone fonda il sistema sociale sull’aequitas, aspetto vivente della
giustizia, che è innanzitutto una virtù, ossia un valore che riguarda la sfera morale prima ancora che quella giuridica. L'accento batte comunque sul fatto che l'eloquenza non deve andare disgiunta dalla “saggezza” etico-politica mentre la cattiva eloquenza, priva di consapevolezza morale, ha responsabilità gravissime nella corruzione della vita politica e nella rovina degli Stati. A Cicerone corre spontaneo il pensiero alla degenerazione dell'eloquenza che sconvolse gli Stati, in quanto essa
[I, 3]
“prava virtutis imitatrix, sine ratione officii dicendi copiam consecuta est e malitia pervertere urbes et vitas hominum labefactare asseuvit”
(“cattiva imitatrice della sapienza, priva di ogni principio morale, portò ad una padronanza di parola; da allora, la malizia, contando sull'ingegno, si abituò a sconvolgere le città e a rovinare le vite dei cittadini”)
Così, ad una visione piena di ottimismo, si oppone quella di sfascio e di decadimento dovuta a uomini stolti e sfrontati, amanti
solo della parola, e poco della saggezza. Di qui la critica durissima nei confronti dei demagoghi che trascinano le folle grazie a una facilità di parola priva di principi: Cicerone sembra fare proprie alcune delle preoccupazioni che avevano portato Crasso a decretare la chiusura della scuola dei retori latini.
Il proemio finisce, però, con una nota positiva, ricordando che, insieme ai falsi oratori, ci furono uomini eloquenti e saggi, come Catone, Lelio, l'Africano, i Gracchi, che seppero opporsi ai falsi oratori e dare lustro alla società con la vera eloquenza unita alla saggezza.
Il proemio al secondo libro è legato al ricordo dei numerosi trattati che Cicerone aveva avuto presenti durante la composizione
della sua opera. Per chiarire questo concetto, egli si serve di un simbolico aneddoto di storia dell'arte (II, 3), quello di Zeusi che, essendo stato incaricato di dipingere, nel tempio di Crotone, la dea Giunone, pensò, per rappresentarla degnamente, di riprodurre la figura di Elena che, per il pittore, era l'ideale di bellezza femminile. Ma, per eseguire l'opera, Zeusi chiese agli abitanti di Crotone che mettessero a sua disposizione, come modello, le più belle fanciulle della città. I Crotoniati riunirono le fanciulle e Zeusi ne scelse cinque, perché pensava di non poter trovare in una sola persona tutta la bellezza esistente in natura. Volendo esprimere, in un trattato di eloquenza, il meglio che si potesse dire, anche Cicerone non poteva contentarsi d'un solo autore come modello, ma ne consultò molti (II, 4).
Non è inopportuno ricordare, a questo proposito, che i presupposti teorici di Cicerone e dei suoi predecessori sono diversi, in
quanto egli si propone di dare qui un contributo per la formazione non tanto dei futuri retori quanto degli advocati che si sarebbero serviti, nel foro, dell'arte del diritto. Su questo Cicerone tace e, dando un saggio di storia della retorica greca, fa sapere quali siano gli autori da lui consultati: da Tisia ad Aristotele, e ai suoi discepoli, da questi ad Isocrate e alla sua scuola:
[II, 8]
“Ex his duabus diversis sicuti familiis, quarum altera cum versaretur in philosophia, nonnullam rhetoricae quoque artis sibi curam assumebat, altera vero omnis in dicendi erat studio et praeceptione occupata, unum quoddam est conflatum genus a posterioribus, qui ab utrisque ea, quae commode dici videbantur, in suas artes contulerunt; quos ipsos simul atque illos superiores nos nobis omnes… proposuimus et ex nostro quoque nonnihil in commune contulimus”
(“Di queste due scuole opposte l'una pur occupandosi di filosofia, si dedicava, in qualche modo, anche all'arte della retorica, l'altra invece era completamente dedita allo studio e all'insegnamento dell'eloquenza: esse poi si fusero in una sola scuola per opera dei successori, i quali fecero confluire nei loro trattati ciò che di tutte e due le scuole sembrò loro fosse stato detto in modo appropriato, e sono questi che noi... abbiamo tenuto presenti insieme a quei loro predecessori, non senza introdurre, nel patrimonio della dottrina comune, alcuni nostri contributi personali”)
Quale fosse, oltre alla familia aristotelica e dei peripatetici e all'altra di Isocrate, la terza familia, ce lo riferisce Quintiliano: quella di Ermagora.
La conclusione del proemio testimonia quanto l’inventione sia un preannuncio di quella che sarà in seguito la produzione retorica di Cicerone. Egli afferma, infatti, che se per errore tralascerà qualche consiglio prezioso dei suoi maestri, volentieri e facilmente si correggerà e cercherà di seguire questo principio per tutta la vita. [II, 8-9].
Libro I
Il primo libro del de inv. tratta delle diverse parti del discorso. Il suo contenuto è delineato dallo stesso Cicerone nel secondo libro:
[II, 11]
«Igitur primus liber, exposito genere huius artis et officio et fine et materia et partibus, genera controversiarum et inventiones et constitutiones [et iudicationes] continebat, deinde partes orationis et in eas omnes omnia praecepta»
(“Il primo libro dunque, dopo aver definita la natura di quest'arte, il ruolo, il fine, la materia e le sue parti, considerava i generi di controversie, i criteri utili alla ricerca degli argomenti, gli stati di causa e inoltre le parti del discorso e tutti i precetti ad esse tutte inerenti”)
Cicerone rimanda ad altra occasione l'esame della natura, del fine e del ruolo della retorica, poiché questi argomenti richiederebbero un lungo discorso. Egli sostiene che colui che voglia comporre un trattato di retorica, dovrebbe trattare le ultime due parti di essa, cioè la materia e le sue parti [I,9].
Ed è così che Cicerone decide di entrare subito in argomento, trattando cioè la materia e le sue parti (inventio, dispositio, elocutio, memoria e pronuntiatio) e fra queste in primis l’inventio
[I,9]
quae princeps est omnium partium”
(“la quale è la più importante di tutte le parti”)
L'inventio apre il discorso della trattazione, così come occupa sempre il primo posto nei trattati latini di retorica, ma con una finalità diversa rispetto all'arte greca di Gorgia e Isocrate. Mentre questi studiavano le tecniche per stimolare l'invenzione dei concetti, dei temi e delle soluzioni, abbracciando argomentazioni di ogni tipo, l'invenzione teorizzata dai latini si riferiva, in particolar modo, alle argomentazioni dei dibattiti giuridici. È per questo che Cicerone inizia il suo trattato con la dottrina della constitutio causae o status causae. Dall’inventio parte una divisione binaria: la prima comprende una via logica (quella delle prove che, attraverso il ragionamento, penetrano nell'ascoltatore e lo convincono), la seconda una via psicologica (attraverso la quale si lancia un messaggio che ha in se stesso carattere probatorio, prevalentemente in vista della condizione psicologica dell'ascoltatore, e mira soprattutto a persuaderlo).
Cicerone, consapevole di questa realtà dicotomica, ne intuisce l'importanza (la definisce infatti princeps omium partium) e, collegando la dottrina ermagorea degli status con quella aristotelica dei tre genera causarum (demonstrativum, deliberativum, iudiciale) dopo la premessa, nella quale definisce la constitutio [I,10], passa alla definizione e alla relativa trattazione delle singole constitutiones.
Si ha così lo “stato di causa congetturale” (chi è l'autore dell'azione incriminata?); lo “stato di causa definitivo” (riferendosi cioè alla definizione del fatto, ci si chiede se l'azione data sia o no delittuosa); lo “stato di causa generale” (con quali intenzioni si è agito?); lo “stato di causa traslativo” (che riguarda la competenza del giudice a trattare il caso).
[I,18]
“cum simplexne an iuncta sit intellexeris et scripti an rationis habeat controversiam videris, deinceps erit videndum, quae quaestio, quae ratio, quae iudicatio, quod firmamentum causae sit”
(“Dopo aver capito se si tratti di una causa semplice o complessa, dopo essersi accertati se la controversia si basi su un testo scritto o su un ragionamento, in seguito si dovrà esaminare la questione, quale la ragione, quale il punto da giudicare, quale il sostegno della causa”)
Dopo aver trovato tutti questi elementi nella causa, si deve dare un ordine alle altre parti del discorso [I,19], si deve cioè passare alla inventio vera e propria.
Le sue parti sono l'exordium, la narratio, la partitio, la confirmatio, la reprehensio e la conclusio.
L'exordium, il cui scopo è quello di attirarsi la simpatia, l'attenzione e la disponibilità del giudice, può essere di due specie: principium e insinuatio. La prima ha come obiettivo quello di rendere il giudice docilis mentre la seconda riesce ad ottenere lo scopo id obscurae facies [I,24].
All'esordio segue quindi la narratio, cioè l'esposizione di un fatto vero o supposto come tale. Scopo della narrazione è quello di informare ma anche di piacere, cioè di farsi ascoltare volentieri, con interesse, senza annoiare. Tutto questo è riassunto nelle tre qualità che ogni narrazione deve avere, cioè di essere breve, chiara, verosimile.
Veniamo ora alla partitio della causa, divisa da Cicerone in due sezioni. Nella prima si chiariscono le ragioni della controversia, col mettere in evidenza i punti d'accordo e in disaccordo con gli avversari; nella seconda sono riassunti, distinguendoli, i punti che costituiscono l'oggetto del discorso. Nella prima l'oratore deve fare in modo che il punto d'accordo torni a vantaggio della propria tesi [I, 31]; nella seconda, deve dimostrare concisione, compiutezza, sobrietà.
Una volta presentata la partitio, si passa alla confirmatio, definita come quella per cui il discorso aggiunge credibilità, autorità e sostegno alla causa per mezzo delle argomentazioni [I, 34].
Cicerone passa quindi alla trattazione della reprehensio (la confutazione per mezzo della quale con le argomentazioni si sminuisce o si scredita l'affermazione degli avversari) ed esamina alcuni casi in cui essa è difettosa.
Infine, ultima parte del discorso, è la conclusio, che consta di tre parti: enumeratio, indignatio, conquestio.
Il primo libro si chiude con un'amara sentenza attribuita al retore Apollonio:
[I, 109]
“lacrima nihil citius arescit”
(“nulla si asciuga più presto di una lacrima”)
perché, scrive Cicerone, una volta che gli animi sono stati presi dalla commozione, non sarà opportuno indugiare più a lungo nella perorazione.
Libro 2
Dopo il proemio, di cui abbiamo già parlato, Cicerone dichiara che esporrà una serie di argomentazioni che possano servire, in ogni causa, per la confirmatio e per la reprehensio. (II, 11). Poiché diversa è la natura dei generi dimostrativo, deliberativo e giudiziale, dal momento che nel genere dimostrativo l'indagine verte sull'onesto, nel giudiziale sull'equità, e nel deliberativo sull'onesto e sull'utile (e, per questo, i precetti dei tre generi, aventi fini ed esiti differenti, non possono
essere identici), Cicerone pensa di riferirsi, in questo libro, nell'esposizione degli argomenti, soprattutto alle cause del genere giudiziale.
Per ogni costitutio sono offerti vari esempi minuziosamente approfonditi.
Dopo l'esposizione delle argomentazioni che si adattano alle cause del genere giudiziale, Cicerone ritiene opportuno fornire i luoghi e i precetti del genere deliberativo e dimostrativo. Difatti tutto si risolve in un cenno sui fines dei due generi e sul modo come questi debbano essere considerati.
Così si conclude il secondo libro del de inv., prima ac maxima parte rhetoricae, con la promessa di trattare in seguito le altre parti, promessa che però non fu poi mantenuta.

### Aspetto giuridico dell'opera
Dopo l'analisi del contenuto dei due libri parrebbe addirittura superflua la domanda se il de inv. sia un trattato giuridico piuttosto che retorico. Da quanto si è
detto, appare chiaro, infatti, che gran parte della trattazione è svolta in chiave giuridica. Nel de inv. il nucleo principale della trattazione è rivolto prevalentemente all'impostazione della causa, in vista della quale si discutono, nei quattro tipi (il"congetturale”, il “definitivo”, il “generale” e il “traslativo”), questioni di ordine giuridico. L'intenzione di Cicerone è quella di trattare una quaestio determinata, quella appunto giudiziaria, lasciando ai filosofi il compito di affrontare questioni di natura universale.
Che questa fosse l'intenzione di Cicerone lo fa pensare anche la sua formazione giovanile, durante la quale egli frequentò i maggiori oratori del tempo, come Marco Antonio e Licinio Crasso, e i maggiori
giurisperiti, come Q. Mucio Scevola l'Augure e Q. Mucio Scevola il Pontefice, dei quali, negli anni dei suoi studi, fu fedele discepolo, e con i quali
strinse rapporti personali.
Certamente non possiamo farci l'idea, soltanto alla luce del de inv., di un Cicerone giurista o, secondo la sua terminologia, iuris peritus ma è certo rilevante e degno di attenzione il suo interesse per il diritto. Ciò, certamente, sarà più visibile negli scritti della maturità, dove più chiara è la sua convinzione di considerare il diritto come fondamento del vivere civile ma, già nel giovanile de inv., se ne intravede qualche spiraglio in spunti, richiami, esempi che riescono a creare l'attività giuridica della società del tempo.
In Roma, con un iter più pratico e speculativo, si vive nel diritto una necessità pratica, utile per la vita della comunità (ius civile); in un secondo momento si comprese la necessità del diritto in favore dei singoli considerati per se stessi e non solo come cittadini (ius gentium); infine, come risultato del processo speculativo, il diritto fu inteso come espressione della ragione umana in armonia con la ragione universale (ius naturale). A differenza di quanto leggiamo nella Rhet. Her., dove si mette in evidenza l'origine popolare della lex, nell’inventione, si pone invece l'accento sulla caratterizzazione della lex come ius scriptum, sul dovere di osservarla da parte del popolo e, indirettamente, sulla finalità delle leggi. Attraverso il rispetto della legge si ristabilisce l'equità, fondamento del vivere civile. Scopo della lex è quello di tutelare i diritti dello Stato e dei singoli per ristabilire l’aequitas; ma è compito della giustizia indagare sulla responsabilità dell'individuo nel compimento di un'azione per stabilire se l'imputato abbia agito contro la legge di sua spontanea volontà. Secondo Cicerone è libero da colpa chi ha commesso un'azione contro la legge per inprudentiam.
Per l’inprudentia o inscentia, Cicerone ricorda il caso di quei marinai che, sballottati da una tempesta, fecero voto che, se fossero riusciti a raggiungere il porto che vedevano da lontano, avrebbero sacrificato un vitello alla divinità lì venerata. Si dava il caso che in quel porto vi fosse un tempio dedicato a Diana, alla quale era proibito sacrificare vitelli. Ma quelli, una volta sbarcati, non conoscendo la legge, sacrificarono un vitello e per questo furono citati in giudizio (II, 95).
Un altro passo interessante, è quello che, implicitamente, richiama il carattere genetico e la natura della lex come espressione della sovranità popolare:
[II, 134]
“deinde indignum esse de lege aliquid derogari aut legem abrogari aut aliqua ex parte commutari, cum populo cognoscendi et probandi aut improbandi potestas nulla fiat…; apud populum haes et per populum agi convenire…; post, si displiceat, a populo corrigi convenire”
(“è poi sconveniente derogare a qualche disposizione di legge o abrogare la legge o modificare qualche articolo, mentre il popolo non ha potuto, in nessun modo, esaminare la questione, approvarla o respingerla; che il cambiamento conviene farlo presso il popolo e col benestare del popolo; dopo, se non piace, può essere opportunamente emendata dal popolo”)
È significativo l'accenno alla sovranità del popolo che, nel processo storico, sviluppatosi attraverso le secessioni della plebe fino al raggiungimento del tribunato, fu il risultato della capacità creativa e culturale della plebe, culminato nella lex quale espressione della volontà popolare, cioè come iussum populi o plebis. Il passo qui citato fa intravedere la concezione giuridica di Cicerone nel considerare il popolo come soggetto sovrano, secondo la norma delle XII tavole. Sedici anni dopo la caduta della monarchia, la plebe, occupando prima il Monte Sacro e poi l'Aventino, con la creazione dei propri capi pose le fondamenta della concezione della lex quale iussum populi. La lex, quindi, divenne patrimonio costituzionale dello stato, anche se, mentre per i populares la lex era concetto politicamente operante per la sua forza ideologica, per gli optimates era invece una norma giuridica statica, la cui forza andava limitata, ostacolata, frenata. Cicerone specifica che la legge scritta deve essere lasciata, da parte dei giudici, quale essa è, e solo quando non piaccia, è opportuno che venga emendata dal popolo. Il de inv., pertanto, si conferma, in realtà, un trattato giuridico che
si avvale della retorica e la adatta a fini eminentemente legali.

## Commenti sull'opera
Il de inv. presenta le aridità e gli schematismi tipici di un manuale scolastico; nel De oratore parlerà di “brogliaccio di appunti”:
[De oratore I,5]
“…quae pueris aut adulescentulis
nobis ex commentariolis nostris incohata ac rudia exciderunt, vix sunt hac aetate digna et hoc usu, quem ex causis, quas diximus, tot tantisque consecuti sumus”
(“Poiché quello che da ragazzo, o diciamo pure da adolescente, pubblicai servendomi dei miei appunti scolastici, in forma appena abbozzata e disadorna, non è degno di questa mia età e dell'esperienza che ho acquistata attraverso così numerose ed importanti cause trattate”)
Quintiliano ebbe modo di citare e criticare
bonariamente il de inv.: “si tratta di una trascrizione di lezioni in quaderni di note, che aveva abbozzato da giovane, e, se in essi vi è qualche ammenda, la colpa è del maestro.” [Institutio oratoria, 3, 6, 59]
Cazzaniga definisce l'operetta ciceroniana “…buon documento… primo risultato personale che la scuola gli aveva dato”. [Storia della letteratura latina, Milano, 1962, p. 239]
Ancora Bione: “troviamo incoerenze, ripetizioni ed equivoci: la colpa è dell'ancor limitata esperienza dello scrittore. […] Troppo prolisso, poco pratico e poco latino. Cicerone dimostra eccessiva simpatia per la dialettica e si dilunga a discutere su questioni che potevano parere di lana
caprina. Dispiace ai più non veder fatto alcun cenno delle esercitazioni pratiche ed essere trattate in lor vece delle questioni oziose. Lo scrittore non lavorava per la scuola. Di esercizi non si parla perché non aveva nessuno a cui consigliarli. Ma più si deplora che al trattato di Cicerone manchi ogni carattere d'attualità, e insieme lo spirito di romanità, l'impronta del carattere dell'autore, dei tempi, della vita contemporanea. Alla pubblicità non doveva averlo destinato. Cicerone lo scrisse certo per sé e non vi appose alcuna dedica, il che non dimenticò mai di fare per le sue altre opere. Perciò non
possiamo vedere nel de inv. un capolavoro; esso ha di fronte al pubblico minori pretese. Ha duplice valore: è documento delle dottrine filosofiche venute di Grecia e largamente accolte dai romani nell'età della prima guerra civile e documento degli studi e delle inclinazioni di Cicerone nel tempo in cui si veniva formando il suo carattere e la sua cultura. La lingua è nel suo complesso già la latina bene sviluppata e propriamente ciceroniana, che si adatta a tutte le forme e a tutte le sfumature del pensiero. I costrutti sono meno sforzati, le figure didattiche meno strane. I vari concetti sono distribuiti spesso a due a due”. [I più antichi trattati dell'arte retorica in lingua latina, Roma:"L'Erma" di Bretschneider, 1965].
Infine Hubbell definisce l'opera: “an immature work, stiff, didactic and formal and
shows, except in the introductions, no promise of the opulence of style and
breadth of thought which were to characterize the rhetorical works of his later years. [De inventione, with an English translation by H. M. Hubbell - London: Heinemann; Cambridge [Massachusetts] : Harvard University Press, 1949 - (The Loeb classical library)].

## Fortuna dell'opera
L'Institutio Oratoria di Quintiliano, basata sul tirocinio grammaticale e retorico, segue strettamente la tradizione
ciceroniana, con numerosi richiami all’inventione.
Anche il “retore” Agostino scelse come testo di base l'opera di Cicerone.
Il De inventione ebbe grande successo nel Medioevo. Dopo Agostino tutti i primi enciclopedisti – Cassiodoro, Isidoro, Boezio – ebbero come modello Cicerone. Nelle università medievali, nelle quali la retorica costituiva disciplina obbligatoria, lo studio del de inv. fu assolutamente preferito, come è attestato da numerose testimonianze. Nella società comunale del Duecento, infatti, la borghesia aveva compreso che la
cultura era anche strumento di governo. L'amministrazione pubblica richiedeva una diretta partecipazione dei cittadini. Un peso importante venne pertanto riconosciuto nell'arte della parola, la retorica. Le scuole di retorica avevano un ruolo determinante nella formazione del ceto amministrativo comunale. Fu per questo che la precettistica ciceroniana ebbe fortuna anche nell'ambito dell'insegnamento del diritto: l’inv. e la prima metà della Rhet. Her., impostate come sono per lo studio della oratoria forense, erano considerate un valido aiuto per gli studi giuridici.
L'uso di scrivere commenti all’inventione durò per tutto il Medioevo. La storia medievale della retorica di Cicerone è soprattutto quella del de inv.
Il De oratore sarà considerato solo all'inizio del XV secolo.